# 府城镇 (安泽县)
府城镇，是中国山西省临汾市安泽县下辖的一个乡镇级行政单位。

## 行政区划
府城镇下辖以下地区：
城北社区、城南社区、府城村、风池村、桃寨村、第五村、孔村、神南村、高壁村、小黄村、大黄村、飞岭村、桃曲村、义唐村、石桥沟村、三交村、寺村、佛寨村、原木村、花车村、上掌村、李垣村和上梯村。